# Westerende-Holzloog
Westerende-Holzloog ist seit der Gemeindegebietsreform vom 1. Juli 1972 ein Ortsteil der ostfriesischen Gemeinde Ihlow in Niedersachsen. Der Ort hatte im Januar 2022 363 Einwohner.
Der Name des Dorfes erklärt sich aus der einst waldreichen Umgebung. Als Loog werden im Jeverland, Ostfriesland und Teilen des Emslandes geschlossene Dörfer bezeichnet.

## Geschichte
In historischen Zeiten hatte der Ort größere Bedeutung. Vor dem Bau des Treckfahrtstiefs (einem Vorläufer des Ems-Jade-Kanals) im 17. Jahrhundert hatte der Ort als Hafen mit Verbindungen nach Emden und Oldersum größere Bedeutung. Ab hier war die Westerender Ehe, ein kleiner Fluss, schiffbar.
Heute ist der Ort landwirtschaftlich geprägt.

## Einwohnerentwicklung
| Jahr | Einwohner |
| ---- | --------- |
| 1925 | 310       |
| 1933 | 314       |
| 1939 | 332       |
| 2022 | 363       |

## Politik
Der Ortsrat, der den Ortsteil Westerende-Holzloog vertritt, setzt sich aus fünf Mitgliedern zusammen. Die Ratsmitglieder werden durch eine Kommunalwahl für jeweils fünf Jahre gewählt. Die aktuelle Amtszeit begann am 1. November 2021 und endet am 31. Oktober 2026.
Bei der Kommunalwahl 2021 ergab sich folgende Sitzverteilung:
| Ortsrat 2021Insgesamt 5 Sitze - SPD: 4 - Unabh.: 1 |